# Annemarie Bostroem
Annemarie Bostroem (Leipzig, 24 de mayo de 1922 – Berlín, 9 de septiembre de 2015) fue una poeta, dramaturga y letrista alemana.

## Biografía
Bostroem nació en el seno de una familia de doctores en Leipzig. Fue al colegio en Munich y Königsberg, y posteriormente estudió dramaturgia y filología alemana en Leipzig, Berlín y Vienna durante la Segunda Guerra Mundial. Desde 1944 hasta su muerte en 2015, vivió en Berlín. Desde 1946 hasta 1954, Bostroem fue jefa de ventas de escenarios de construcción, donde escribió poesía y obras de teatro. Esta fue una reputación especial que adquirió como Nachdichterin (adaptadores de obras en varios idiomas sobre la base de versiones interlineales en 95 antologías y alrededor de 100.000 líneas de verso.).
Su primer libro de poemas fue Terzinen des Herzens (1947), pero fue censurada en la República Democrática Alemana en 1975. A pesar de eso, el lbrio fue un éxito en la RFA con 100.000 copias vendidas.
Bostroem se casó con el periodista, dramaturgo y publicista Friedrich Eisenlohr (1889–1954). Murió en Berlín el 9 de septiembre de 2015.

## Premios
- Lyrikpreis Tägliche Rundschau (1946)
- Ehrengabe der Deutsche Schillerstiftung, Weimar